# Leptotarsus waitakerensis
Leptotarsus waitakerensis är en tvåvingeart som först beskrevs av Alexander 1952.  Leptotarsus waitakerensis ingår i släktet Leptotarsus och familjen storharkrankar. Inga underarter finns listade i Catalogue of Life.